# 정희섭
정희섭(鄭熙燮, 1920년 2월 1일~1987년 10월 26일)은 대한민국의 의사 출신 정치인이다. 대한민국의 독립유공자이며 제9·10대 국회의원, 제9·12대 보건사회부장관을 지냈다.

## 상세
1920년 2월 1일, 평안남도 평원군에서 태어났다.
일제강점기 시절, 한국 광복군의 의무병 활동 이력이 있다. 개봉에서 하남의원에 근무하면서 광복군 징모 제3분처에 활동하였다. 독립군 시절 부상병 치료를 도왔다. 이후 대한민국 육군에서 복무, 육군의무관과 국군의무사령부 사령관을 역임하여, 준장으로 전역하였다.
정치인 시절 대한민국의 초대 노동청장, 제9대 보건사회부 장관, 그리고 제9·10대 국회의원을 역임하였다. 
원광대학교병원 설립에 큰 기여를 한 것으로 알려졌다. 원광대학교가 실습병원이 없는 이유로 의과대학 설립에 큰 난항을 격고 있었을때, 자신이 이사장이였던 씨그레이브 병원을 무상으로 기증한 것으로 알려졌다. 결국 원광대학교의 '대학을 빛낸 5인'에 포함되었다.
1990년에 건국훈장 애족장(1977년 대통령표창)을 받았다.

## 약력
- 육군의무감
- 노동청장 (現 고용노동부)
- 보건사회부장관 (現 보건복지부)
- 정수직업훈련원이사장
- 한국노동연구소회장
- 보건장학회이사장
- 한국지역보건협회장
- 한국나병연구원이사장
- 민주공화당서울관악구당위원장
- 창원직업훈련원이사장

## 역대 선거 결과
|  | 25.48% |

|  | 20.49% |

|  | 7.76% |